# Implexo
O implexo é o termo usado em genealogia para designar a relação entre o número real e o número teórico de antepassados de uma pessoa. O caso mais célebre de implexo elevado é o do rei Afonso XIII de Espanha, que tinha na realidade apenas 111 eneavós, e não os 1024 teóricos que matematicamente teria nessa geração, havendo 89% de implexo.
{\displaystyle {\frac {1024-111}{1024}}={89\%}}
Cada pessoa teoricamente tem 2 pais, 4 avós, 8 bisavós, 16 trisavós, 32 tetravós, 64 pentavós, 128 hexavós, 256 heptavós, 512 octavós, 1.024 eneavós, 2.048 decavós, 4.096 hendecavós, 8.192 dodecavós, 16.384 tridecavós, 32.768 tetradecavós, 65.536 pentadecavós, 131.072 hexadecavós, 262.144 heptadecavós, 524.288 octadecavós, 1.048.576 eneadecavós, 2.097.152 icosavós, 4.194.304 hencosavós, 8.388.608 docosavós, 16.777.216 tricosavós, 33.554.432 tetracosavós, 67.108.864 pentacosavós, 134.217.728 hexacosavós, 268.435.456 heptacosavós, 536.870.912 octacosavós, 1.073.741.824 eneacosavós, 2.147.483.648 triacontavós, 4.294.967.296 hentriacontavós, 8.589.934.592 dotriacontavós, 17.179.869.184 tritriacontavós, 34.359.738.368 tetratriacontavós, 68.719.476.736 pentatriacontavós, 137.438.953.472 hexatriacontavós, 274.877.906.944 heptatriacontavós, 549.755.813.888 octatriacontavós, 1.099.511.627.776 eneatriacontavós, 2.199.023.255.552 tetracontavós e assim infinitamente.
Sendo o número de antepassados multiplicado por 2 em cada geração que se recua. Se considerarmos em média 30 anos por cada geração, uma pessoa nascida na segunda metade do século XX teria 64 pentavós nascidos nos finais do século XVIII e 33.554.432 tetracosavós nascidos no início do século XIII. Significa que, matematicamente, teríamos 2.147.483.648 triacontavós nascidos no início do século XI, quando na realidade a população mundial só atingiu esse número já no século XX. 
Dada a impossibilidade de uma pessoa descender de tantos antepassados diferentes, a teoria do implexo dos ascendentes sustenta que cada pessoa descende várias vezes do mesmo antepassado por linhas diferentes. 
Na prática, é comum, ao recuar algumas gerações numa genealogia, encontrar antepassados que aparecem repetidas vezes em diferentes lugares da árvore de costados. Isto acontece pela inexorabilidade da teoria do implexo dos ascendentes, que demonstra ser inevitável os casamentos entre parentes, o que resulta numa disparidade entre o número teórico de antepassados e o seu número real e possível. 
Esta disparidade entre o número teórico (matemático) e o número real (histórico) de antepassados de um sujeito é o Implexo da ascendência.
Os casamentos entre pessoas aparentadas, além de inevitáveis, em meios pequenos e sociedades fechadas, eram frequentes, pela tendência de casamentos na mesma área geográfica, meio social, actividade profissional, religião, etc. O mesmo acontecia com as famílias reais europeias, todas elas aparentadas entre si. 
O implexo é a relação entre estes dois números e a sua porcentagem permite verificar o grau de endogamia nas várias gerações.

## Cálculo do implexo

### Fórmula
O implexo, para uma dada geração, calcula-se do seguinte modo: 
(número teórico de antepassados da geração – número real) : número teórico = implexo (expresso sob forma de porcentagem)

### Regras gerais
- Uma porcentagem elevada indica um grande número de casamentos entre antepassados aparentados.
- O implexo é calculado para uma determinada geração.
- O implexo para uma geração mais afastada é obrigatoriamente igual ou superior ao anteriormente calculado.
- Os filhos de um casamento entre primos têm um implexo de, pelo menos 25%.